# Batjaskinia
Batjaskinia – podziemna lokalizacja pojawiająca się w amerykańskich komiksach wydawanych przez DC Comics. Stanowi bazę operacyjną Batmana (jego alter ego Bruce Wayne), składającą się z jaskiń pod jego osobistą rezydencją.

## Historia publikacji
Pierwotnie funkcjonował jedynie tajny podziemny tunel, biegnący między Rezydencją Wayne’ów a starą stodołą, w której przechowywano Batmobil. Później, w Batmanie nr 12 (sierpień – wrzesień 1942), Bill Finger wspomniał o „tajnych podziemnych hangarach”. W 1943 roku scenarzyści pierwszego serialu filmowego o Batmanie, zatytułowanego Batman, przekazali Batmanowi kompletne podziemne laboratorium kryminalistyczne, które przedstawiono w drugim rozdziale zatytułowanym „The Bat’s Cave”. Wejście do niego było ukryte za zegarem stojącym, gdzie roiło się od latających wokół nietoperzy.
Bob Kane, który był obecny na planie filmowym, wspomniał o tym Billowi Fingerowi, który miał być pierwszym scenarzystą w gazecie codziennej o Batmanie. Finger dołączył do swojego scenariusza wycinek z czasopisma Popular Mechanics, który zawierał szczegółowy przekrój podziemnych hangarów. Kane wykorzystał ten wycinek jako przewodnik, dodając pracownię, laboratorium kryminalistyczne, warsztat, hangar oraz garaż. Ilustracja ta ukazała się w komiksie Batman 29 października 1943 roku w pasku zatytułowanym „The Bat Cave!”
W tej wczesnej wersji sama jaskinia była opisana jako podziemny gabinet Batmana i podobnie jak inne pomieszczenia była jedynie niewielką wnęką z biurkiem i szafkami na akta. Podobnie, jak miało to miejsce w serialu filmowym, symbol Batmana został wyryty w skale za biurkiem, a pośrodku znajdowała się świeca. Wejście mieściło się za regałem, który prowadził do sekretnej windy.
Batjaskinia zadebiutowała w komiksie Detective Comics nr 83 w styczniu 1944 roku. W ciągu dekad jaskinia rozwijała się wraz z popularnością jej właściciela, zyskując obszerną salę trofeów, superkomputer i laboratorium kryminalistyczne. Wystąpiła nieznaczna niekonsekwentność co do planu piętra Batjaskini bądź jej zawartości. Projekt różni się w zależności od artysty i nie jest to niczym niezwykłym, że ten sam artysta inaczej rysuje układ jaskini w różnych wydaniach.

## Historia fikcyjna
Już znacznie wcześniej jaskinię odkryto i wykorzystywano przez przodków Bruce’a Wayne’a jako magazyn, a także środek transportu zbiegłych niewolników podczas wojny secesyjnej. XVIII-wieczny bohater pogranicza, Tomahawk, odkrył kiedyś gigantycznego nietoperza (należącego do Morgaine le Fey z legendy arturiańskiej) wewnątrz czegoś, co można przypuszczać było przyszłą Batjaskinią. Sam Wayne ponownie odkrył jaskinię jako chłopiec, kiedy spadł do zaniedbanej studni na terenie swojej posiadłości, ale nie uważał jaskini za potencjalną bazę operacyjną, dopóki nie odkrył jej ponownie, kiedy wrócił do Gotham, by zostać Batmanem. Oprócz bazy Batjaskinia służy także jako miejsce odosobnienia, podobnie jak Forteca Samotności (ang.Fortress of Solitude) Supermana.
We wcześniejszych wersjach historii Bruce Wayne odkrył jaskinię jako dorosły. W odcinku „The Origin of the Batcave” w Detective Comics nr 205 (marzec, 1954) Batman mówi Robinowi, że nie wiedział o istnieniu jaskini, kiedy kupował dom, w którym mieszkają. Odkrył ją przez przypadek, testując podłogę starej stodoły na tyłach posiadłości i podłoga ustąpiła. Z tej historii wynika również, że żołnierz pogranicza o imieniu Jeremy Coe wykorzystywał jaskinię jako kwaterę główną 300 lat wcześniej. Wersja, w której Bruce Wayne odkrywa jaskinię jako dorosły funkcjonowała przynajmniej przez Who’s Who nr 2 w 1985 roku.
Podczas swojego pierwszego rekonesansu walki z przestępczością Bruce Wayne wykorzystywał jaskinię jako azyl i przechowalnię swojego minimalnego wówczas sprzętu. Z biegiem czasu Wayne uznał, że jest to idealne miejsce do stworzenia twierdzy dla swojej walki z przestępczością i dodał mnóstwo sprzętu, a także rozbudował jaskinię do określonych zastosowań.

### Dostęp
Do jaskini można dostać się na kilka sposobów, np. przez sekretne drzwi w Rezydencji Wayne’ów, które zazwyczaj są przedstawiane w głównym gabinecie, często za zegarem stojącym, który otwiera tajemne przejście, gdy wskazówki są ustawione na czas zamordowania rodziców Bruce’a Wayne’a, 22:48. W serialu telewizyjnym Batman z lat 60. wejście do jaskini znajduje się za regałem z książkami, które zostaje otwarte, gdy Bruce Wayne aktywuje przełącznik sterujący ukryty w popiersiu Williama Szekspira; kiedy tajny przełącznik zostaje przekręcony, regał przesuwa się na bok, odsłaniając „Bat-Słupy”, które pozwalają Bruce’owi Wayne’owi i jego podopiecznemu, Dickowi Graysonowi, przebrać się w kostiumy Batmana i Robina, gdy zjeżdżają po nich do jaskini. W filmie Batman Forever wejście do jaskini mieści się pod krzesłem Bruce’a Wayne’a w jego biurze w Wayne Enterprises, gdzie biegnie długi na wiele mil tunel, przez który Bruce podróżuje w kapsule szybkiego transportu osobistego. W filmach Batman – początek i Mroczny rycerz powstaje do jaskini można dostać się przez tajne drzwi ukryte jako część dużej gabloty, którą otwiera się poprzez naciśnięcie odpowiedniej sekwencji klawiszy na pobliskim fortepianie.
Kolejne tajne wejście, zakamuflowane wodospadem, stawem, hologramem lub ukrytymi drzwiami, umożliwia dostęp do drogi serwisowej dla Batmobila. Inne alternatywne wejście stanowi sucha studnia, w której Bruce pierwotnie odkrył Batjaskinę, szczególnie podkreśloną w fabule komiksu Knightfall. W pewnym momencie Tim Drake i Dick Grayson dostają się do jaskini przez suchą studnię, ponieważ Jean Paul Valley odciął im dostęp do bazy w czasie gdy był Batmanem, a Bruce Wayne wykorzystał ją do infiltracji jaskini i konfrontacji z szalonym Valleyem w ostatecznej bitwie między nimi o tytuł Batmana. Zwabiony do wąskiego tunelu Valley został zmuszony do zdjęcia masywnej zbroi nietoperza, którą opracował, co pozwoliło Wayne’owi zmusić Valleya do zrzeczenia się tytułu Batmana.
Lokalizacja jaskini jest znana nie tylko Batmanowi, ale kilku jego sojusznikom. Oprócz tak zwanej „Rodziny Batmana”, członkowie Ligi Sprawiedliwości i oryginalni Outsiderzy wiedzą o położeniu jaskini. Zasadniczo każdy, kto zna sekretną tożsamość Batmana, zna również lokalizację Batjaskini, podobnie jak osoby, które znają tożsamość Robina, znają również alter ego Batmana; są to niestety tacy złoczyńcy, jak Ra’s al Ghul, który okazjonalnie odwiedza Batjaskinię, aby skonfrontować się ze swoim wieloletnim wrogiem, oraz David Cain, który zinfiltrował jaskinię podczas fabuły komiksu  Bruce Wayne: Fugitive, kiedy wrobił Bruce’a Wayne’a w morderstwo. Podczas fabuły Batman: Dark Victory, Dwie Twarze, Joker, Mr. Freeze i Trujący Bluszcz odkryli Batjaskinię, uciekając kanałami przed atakami ocalałych gangsterów, jednak zgubili drogę i nigdy nie byli w stanie znaleźć jaskini, po tym jak zostali pokonani przez Batmana i Dicka Graysona (w swoim „oficjalnym” debiucie jako Robin). Po tym incydencie Batman rozważał zapieczętowanie wejścia, aby coś takiego się nie powtórzyło. Kiedy potężny Bedlam zawładnął światem i przeniósł wszystkich dorosłych na duplikat Ziemi, Robin próbował ocenić sytuację z Batjaskini z Superboyem i Impulsem, ale udało mu się uniknąć ujawnienia im dokładnej lokalizacji jaskini, sugerując, że uzyskał do niej dostęp poprzez zewnętrzne przejście lub teleporter.
Mimo że po wydarzeniach z serii Wieczny Batman Rezydencja Wayne’ów została przejęta i przekształcona w nowy Azyl Arkham, Batman utrzymuje oryginalną jaskinię po zapieczętowaniu wejścia do rezydencji, sądząc, że jest to dobra okazja, aby powstrzymać swoich wrogów. Po tym jak Geri Powers podarowali Bruce’owi jego dwór z powrotem, Alfred utrzymywał lokalizację Batjaskini w tajemnicy przed Bruce’em, ponieważ stracił on pamięć o byciu Batmanem w swoim ostatnim starciu z Jokerem. Gdy rezydencja była remontowana, a wszyscy więźniowie Arkham zostali usunięci, Bruce i Alfred przebywali do tego czasu w Brownstone w samym Gotham. Nawet po tym, jak Bruce całkowicie stracił pamięć o swoim życiu jako Batman, jaskinia była nadal używana przez jego sojuszników; Alfred zabrał pozbawionego mocy Clarka Kenta do jaskini, aby wyjaśnić, co stało się z Bruce’em, a Dick Grayson i inni Robinowie wykorzystywali ją jako bazę operacyjną, przeciwstawiając się planom bezwzględnej „Matki” z Batmana i Robina Eternal. Kiedy nowy złoczyńca, Mr Bloom, przeprowadza masowy atak na Gotham, Alfred jest zmuszony pozwolić Bruce’owi wejść do Batjaskini, celem uzyskania dostępu do pozornie nieznaczącego programu zaprojektowanego do przesłania wspomnień Bruce’a do serii klonów Batmana, aby zachować jego dziedzictwo. Bruce’owi udaje się przezwyciężyć ograniczenia pierwotnego projektu polegające na niemożności przesłania wspomnień do nowego ciała, ponieważ Alfred doprowadził go do punktu śmierci mózgu, a następnie załadował dane do jego pustego mózgu.

### Projekt
Batjaskinia pełni funkcję tajnej kwatery głównej Batmana i jego centrum dowodzenia, w którym monitoruje on wszystkie punkty kryzysowe w Gotham City, a także w pozostałej części świata.
Główny element jaskini stanowi superkomputer, którego specyfikacje są porównywalne z tymi używanymi przez wiodące agencje bezpieczeństwa narodowego; komputer umożliwia globalny nadzór, a także łączy się z ogromną siecią informacyjną, jak również przechowuje ogromne ilości danych, zarówno na temat wrogów Batmana, jak i jego sojuszników. Seria połączeń satelitarnych umożliwia łatwy dostęp do sieci informacyjnej Batmana w dowolnym miejscu na świecie. Systemy są chronione przed nieautoryzowanym dostępem, a każda próba naruszenia ich bezpieczeństwa powoduje natychmiastowe zaalarmowanie Batmana lub Wyroczni. Pomimo mocy komputerów Batmana, wiadomo, że Wieża Ligi Sprawiedliwości posiada potężniejsze komputery (składające się z technologii kryptońskiej, tanagariańskiej i marsjańskiej), a Batman czasami z nich korzysta, jeśli jego komputery nie są w stanie sprostać zadaniu; od czasu do czasu konsultuje się również z Wyrocznią, aby uzyskać pomoc.
Ponadto w jaskini znajdują się najnowocześniejsze udogodnienia, takie jak laboratorium kryminalistyczne, różne specjalistyczne laboratoria, zmechanizowane warsztaty, sala gimnastyczna, parking, doki i hangar (w zależności od potrzeb) dla różnych pojazdów, a także oddzielne wyjazdy dla każdego z nich, pamiątki z poprzednich kampanii, obszerna biblioteka, duża kolonia nietoperzy oraz teleporter Ligi Sprawiedliwości. Jaskinia zawiera także zaplecze medyczne oraz różne obszary wykorzystywane do ćwiczeń treningowych Batmana i jego sojuszników.
Jaskinia posiada szeroką gamę specjalistycznych pojazdów Batmana, przede wszystkim słynny Batmobil we wszystkich jego wcieleniach (głównie z nostalgii, ale również na wypadek nieprzewidzianych okoliczności, ponieważ wszystkie są sprawne i w doskonałym stanie technicznym). Inne pojazdy w kompleksie obejmują różne motocykle, statki powietrzne i wodne, takie jak The Bat-Wing, naddźwiękowy odrzutowiec dla jednego pasażera i Subway Rocket (który zadebiutował w numerze 667 serii Detective Comics).
Jaskinia czasami przedstawiana jest jako zasilana reaktorem jądrowym, lecz najczęściej generatorem hydroelektrycznym, którego działanie umożliwia podziemna rzeka.
W fabule komiksu Kataklizm jaskinia została poważnie uszkodzona w wyniku trzęsienia ziemi. Bruce Wayne nie był w stanie ufortyfikować Rezydencji Wayne’ów przed takim zdarzeniem, pomimo jego środków ostrożności z resztą swojej posiadłości, aby zachować tajemnice Batmana. „Rodzina Batmana” przeniosła większość trofeów i sprzętu znajdującego się w jaskini poza siedzibę, aby ukryć tożsamość Batmana. Podczas późniejszej rekonstrukcji nowa Rezydencja Wayne’ów zawiera dodatkowe zabezpieczenia na wypadek przyszłych trzęsień ziemi, a nawet potencjalnych katastrof nuklearnych, dzięki wyposażeniu jaskini we wzmocniony schron lub wirtualny schron przeciwbombowy. Trzęsienie ziemi w mieście zmieniło projekt Batjaskini, a osiem nowych poziomów stanowi teraz tajne schronienie Batmana, składające się z zaawansowanych technologicznie laboratoriów, biblioteki, obszarów szkoleniowych, magazynów i wyjazdów dla pojazdów. Jaskinia posiada także „wyspową” platformę komputerową (zbudowaną w miejscu byłej obrotnicy samochodowej) z siedmioma połączonymi komputerami typu Cray T932 i najnowocześniejszym projektorem hologramowym. Na platformie komputerowej znajdują się również wysuwane szklane mapy. Do ochrony systemów komputerowych jaskini przed aktywnością sejsmiczną przygotowano osłony z kevlaru. Ponieważ różne obiekty jaskini rozprzestrzeniły się pośród wapiennych stalaktytów i stalagmitów, Batman zbudował chowane wieloprzejściowe mosty, schody, windy i słupy, aby uzyskać dostęp do różnych miejsc w jaskini.
W Batjaskini istnieje krypta, która służy wyłącznie do przechowywania kryptonitowego pierścienia Lexa Luthora. Jednak później ujawniono, że Batman zbudował w jaskini kolejną przechowalnię kolekcji różnych form kryptonitu.
To, co rzekomo jest ostatnią na świecie Jamą Łazarza (ang. Lazarus Pit) zostało zbudowane wewnątrz jaskini, chociaż przeczą temu wydarzenia z miniserii Batgirl i Black Adam.

### Środki bezpieczeństwa
Batjaskinia jest wyposażona w najbardziej wyrafinowany system bezpieczeństwa na świecie, aby zapobiec wszelkim próbom infiltracji. Środki bezpieczeństwa obejmują czujniki ruchu, ciche alarmy, stalowe i ołowiane mechaniczne drzwi, które mogą zablokować kogoś wewnątrz lub poza jaskinią, a także tryb bezpieczeństwa, który został specjalnie zaprojektowany, aby zatrzymać, jeśli nie wyeliminować wszystkich członków Ligi Sprawiedliwości w przypadku, gdy którykolwiek z nich przejdzie na złą stronę.
Po „śmierci'' Bruce’a Wayne’a podczas Ostatecznego Kryzysu, Dwie Twarze zdołał zinfiltrować jaskinię z pomocą medium analizującego batarang, aby „wyczuć'', gdzie został wykuty, a następnie wynajął Warpa, by go do niej teleportował. Coś takiego nigdy wcześniej nie było możliwe, ponieważ Batman używał różnych zaklęć i sprzętu do ochrony jaskini, o których jego sojusznicy albo nigdy nie wiedzieli, albo zaprzestali działalności, ponieważ sami nie korzystali już z jaskini po śmierci Bruce’a. Pomimo udanego włamania Dwóch Twarzy do jaskini, Dick Grayson, pełniący rolę nowego Batmana, przekonuje Denta, że jest tym samym człowiekiem i właśnie przyjął nowe metody, zachowując sekrety Batmana, po czym nokautuje Denta, by ten nie mógł znaleźć lokalizacji jaskini.

### Trofea
W jaskini znajdują się unikalne pamiątki zebrane z różnych spraw, nad którymi Batman pracował przez lata. Pierwotnie były one przechowywane w pomieszczeniu przeznaczonym specjalnie dla nich; wyjaśniono, że Batman i Robin wzięli po jednej pamiątce z każdego dochodzenia. Następnie trofea były pokazywane w głównym obszarze jaskini, mieszczącym się pośród pozostałych elementów jej wyposażenia.
Najbardziej znanymi i najczęściej prezentowanymi trofeami są pełnowymiarowy animatroniczny Tyrannosaurus Rex, olbrzymia replika pensa Lincolna i ogromna karta do gry Joker. T. Rex pochodzi z przygody na „Wyspie Dinozaurów” (numer 35 serii Batman, 1946); moneta pierwotnie stanowiła trofeum ze spotkania Batmana ze złoczyńcą o imieniu Penny Plunderer mającym obsesję na punkcie pensów (numer 30 serii World’s Finest Comic, 1947), ale później monetę przedstawiano jako trofeum ze spotkania z Dwoma Twarzami. Inne „pamiątki” w jaskini pochodzą z „The Thousand and One Trophies of Batman!” (numer 158 serii Detective Comics, 1950). Te trzy historie zostały przedrukowane w numerze 256 serii Batman.
Współczesne wersje przedstawiające genezę tych przedmiotów można znaleźć w opowieściach Batman Chronicles w numerze 8 („Secrets of the Batcave: Dinosaur Island”) i w numerze 19 („The Penny Plunderers”).
Historia w Batmanie # 81 przedstawia Dwie Twarze przywiązującego Batmana i Robina do gigantycznej repliki jego srebrnej monety dolara. Ta historia była podstawą odcinka Batman: The Animated Series, w którym Batman zdobywa ogromną monetę po tym spotkaniu; było to powodem powszechnego zamieszania co do faktycznego pochodzenia monety.
Wśród innych eksponatów, często pokazywanych w Batjaskini, znajdują się oryginalna moneta Dwóch Twarzy, miecz Deathstroke’a (z którym Batman walczył co najmniej dwa razy), całun wampirycznego Mnicha oraz ponadwymiarowe dziesięć pinów.
W Batjaskini znajduje się również szklana gablota przedstawiająca kostium Robina Jasona Todda jako hołd dla niego, z epitafium „Dobry żołnierz”, które pozostaje tam nawet po zmartwychwstaniu Todda. Gablota zawiera także kostium Batgirl Barbary Gordon. W dwuczęściowym crossoverze Dark Horse, Grendel/Batman II, czaszka Huntera Rose jest również wystawiona w pokoju pamiątek.
Po fabule komiksu Flashpoint, list napisany przez Thomasa Wayne’a z alternatywnej linii czasu zaadresowany do Bruce’a Wayne’a leżał w gablocie jako przypomnienie o miłości Thomasa Wayne’a do syna, zachęcające go do odejścia od tragicznej przeszłości. Jednak odrodzony Eobard Thawne zniszczył list w celu zranienia Bruce’a, po tym jak Thomas Wayne próbował go zabić przed zakończeniem Flashpoint.

### Kryjówki „Batjaskini”
Przez pewien czas Outsiderzy korzystali z Batjaskini w Los Angeles. Kiedy Jean Paul Valley przejmuje rolę Batmana, Tim Drake zakłada własną kryjówkę, wykorzystując do tego celu opuszczoną stodołę w pobliżu Rezydencji Wayne’ów i własnego domu. Po ataku Bane’a podczas wątku fabularnego Knightfall Bruce Wayne przysiągł, że nigdy więcej nie będzie tak nieprzygotowany do obrony Gotham City. Kiedy Dick Grayson przejął rolę Batmana podczas fabuły Prodigal, Bruce założył sieć Batjaskiń (z których większość nie była jaskiniami w dosłownym znaczeniu, w jakim była oryginalna) na terenie całego miasta na obszarach należących do niego, jego firmy, nieznanych lub opuszczonych przez miasto, na wypadek, gdyby potrzebował miejsca do ukrycia lub uzupełnienia zapasów, które były kluczowe podczas fabuły No Man’s Land. Jedna z takich Batjaskiń, znajdująca się poniżej domu należącego do samego Brucea Wayne'a, została przekazana Batgirl w momencie, gdy jej tożsamość została ujawniona, po tym jak uratowała mężczyznę przed nieuczciwymi agentami rządowymi, co oznaczało, że nie mogła pokazywać się bez maski.
- Bat Bunkier: Pod budynkiem Fundacji Wayne’ów znajduje się tajny bunkier. Począwszy od serii Batman nr 687, Dick Grayson zaczął wykorzystywać go jako swoją „Batjaskinię”, twierdząc, że chce wcielić się w rolę Batmana w sposób, który jest dla niego specyficzny, a także być blisko akcji w mieście. Bunkier jest tak samo dobrze wyposażony, jak oryginalna Batjaskinia, zawiera m.in. pojazd Subway Rocket (który jest ulubionym środkiem transportu Graysona podczas fabuły Prodigal), znajdujący się pod bunkrem, mimo że używa latającego Batmobilu.

Inne z sieci Batjaskiń wprowadzone podczas serii No Man’s Land to:
- Batjaskinia Centralna: Położona ponad piętnaście metrów pod Parkiem Robinson Reservoir; można się do niej dostać przez tajne wejście u stóp jednego z posągów Dwunastu Cezarów w północnej części parku. Kryjówka ta została wyłączona z użytku przez Trujący Bluszcz, jej „Feraki” i Clayface’a[11].
- Batjaskinia Południowa: Kotłownia w opuszczonej stoczni w dokach naprzeciwko Wyspy Paryż. Dostęp do tej kryjówki jest możliwy przez wiele fałszywych studzienek rozmieszczonych na ulicach Starego Gotham[11].
- Batjaskinia Południowo-Centralna: Znajduje się w prototypowej stacji metra Starego Gotham, w czteroblokowym zapomnianym odcinku torów, który zamknięto w 1896 roku[11].
- Batjaskinia Północno-Zachodnia: Położona w podziemiach Azylu Arkham. Batman potajemnie zaopatrzył go w racje żywnościowe, pojazdy terenowe i sprzęt komunikacyjny zasilany bateriami[11].
- Batjaskinia Wschodnia: Opuszczona rafineria ropy należąca do Wayne Enterprises. Obiekt ten zaprzestano używać podczas kryzysu benzynowego, kiedy to firma przeniosła wszystkie swoje udziały za granicę kilkadziesiąt lat wcześniej[11].
- Batjaskinia Podwodna: Wprowadzona w fabule Fugitive z 2002 roku, tym razem w formie opuszczonej łodzi podwodnej zacumowanej w miejskich portach, którą Batman wykorzystał jako rezydencję na pełny etat, kiedy postanowił porzucić swoje życie jako Bruce Wayne, gdy został wrobiony w morderstwo Vesper Fairchild.

## Alternatywne wersje Batjaskini

### Trylogia Batman & Dracula
W pierwszej części trylogii powieści graficznych pod tytułem Batman & Dracula: Red Rain Batman niszczy Batjaskinię w celu wyeliminowania wyznawców Draculi; zwabiwszy ich do jaskini po długim pościgu kanałami, podkłada ładunki wybuchowe, aby zniszczyć ściany Batjaskini w momencie wschodu słońca, unicestwiając uwięzione w niej wampiry, przed tym jak uruchamia dodatkowe ładunki, żeby zawalić Rezydencję Wayne’ów i zachować swoją tajemnicę. Druga część trylogii, Bloodstorm, pokazuje, że piwnica pod budynkiem z piaskowca należącym do Alfreda Pennywortha służy jako legowisko/laboratorium Batmana po tym, jak sam stał się wampirem, a Mroczny Rycerz „śpi” tam w swojej trumnie w ciągu dnia. Chociaż Rezydencja Wayne’ów zapada się w pozostałości jaskini, część systemu tuneli jest nadal nienaruszona, a Batman założył tam swoją kryjówkę w drugiej kontynuacji opowieści, Crimson Mist, po tym jak poddał się nowemu instynktowi wampira. Pomimo zawalenia się posiadłości, wnętrze jaskini wydaje się w większości nietknięte, a gigantyczny pens, T-Rex i Batmobil okazały się nieuszkodzone, chociaż w pobliżu znajduje się głęboka przepaść z miejscami, w których Batman trzymał wyżej wymienione przedmioty, kiedy był człowiekiem. Na końcu opowieści komisarz Gordon podkłada ładunki wybuchowe w celu zniszczenia sklepienia jaskini, wpuszczając słońce ponownie do kryjówki, aby raz na zawsze pokonać potwora, jakim stał się Batman.

### Batman: Brotherhood of the Bat
W serii pod tytułem Batman: Brotherhood of the Bat, kilka lat po śmierci Bruce’a Wayne’a i zdziesiątkowaniu ludzkości przez wirusa uwolnionego przez Ra’s al Ghula, Ra’s przejmuje kontrolę nad Batjaskinią i wykorzystuje niektóre szkice Bruce’a przedstawiające potencjalne kostiumy, aby stworzyć armię ludzi-nietoperzy na podstawie odrzuconych projektów kostiumów Bruce’a. Ostatecznie to „Bractwo” zostaje zinfiltrowane przez Tallanta, syna Bruce’a Wayne’a i Talii al Ghul, który jest w stanie zniszczyć Bractwo od wewnątrz, używając własnego kostiumu swojego ojca. Dochodzi do pojedynku w jaskini pomiędzy Tallantem a Ra’s al Ghulem, który kończy się zwycięstwem Tallanta.

### Flashpoint
W alternatywnej rzeczywistości Flashpoint, Batjaskinia – tutaj używana przez Thomasa Wayne’a zamiast Bruce’a – jest znacznie mniejsza i bardziej zaniedbana niż tradycyjna wersja. Zawiera zaledwie kilka stołów, aby Thomas mógł pracować nad swoim sprzętem oraz część medyczną z konwencjonalnym komputerem w górnej rezydencji, odzwierciedlając bardziej brutalny i samotniczy sposób działania Thomasa jako Batmana, w przeciwieństwie do bardziej wyrafinowanego treningu podjętego przez jego syna.

### Legion Superbohaterów
W 31 wieku Batjaskinia jest od dawna opuszczona, chociaż Cosmic Boy, Saturn Girl i Lightning Lad na krótko infiltrują jaskinię, szukając dowodów na istnienie Kryptonu, aby przeciwdziałać ksenofobicznym twierdzeniom Ligi Sprawiedliwości Ziemi, że Superman był człowiekiem, któremu dano moce do walki z kosmitami.

### Detective Comics(vol. 2)#27
W możliwej przyszłości Bruce Wayne używa maszyny, która pobiera jego wspomnienia i szkolenie – do momentu, w którym składa przysięgę, że zostanie Batmanem – i zakodowuje je do serii klonów samego siebie, z których każdy starzeje się do momentu, w którym mogą działać jako Batman przez około dwadzieścia pięć lat, zanim będą musieli aktywować nowego klona. Do czasu powstania klonu dziesiątej generacji Batjaskinia staje się rozległym warsztatem, w skład którego wchodzi latający Batmobil, trofeum w postaci robotycznego rekina i szklane gabloty z kostiumami, lecz starszy Batman informuje nowego, że zawartość jaskini zostanie spalona po jego śmierci, aby nowy Batman mógł zrobić miejsce na własne rzeczy, wykorzystując nagrane wspomnienia do śledzenia wszystkiego, co ważne z przeszłości.

### Tajemnice Smallvile: Sezon 11
W komiksowej kontynuacji serialu Tajemnice Smallville Batman ma kryjówkę w postaci statku towarowego, zwanego „Lewiatanem”, zacumowanego w centrum Metropolis. Statek jest zarejestrowany w firmie fasadowej na Karaibach, dzięki czemu chroni tajemnicę Bruce’a Wayne’a. Zostaje jednak zdemaskowany przez Intergang, Prankstera i Mr. Freeze’a. Lex Luthor również zna lokalizację Lewiatana dzięki śledzeniu sygnatury promieniowania Supermana przez swoje satelity. Wayne jest później pokazany w samej Batjaskini z Alfredem, gdy Marsjanin Łowca przenika do niej, by porozmawiać z Batmanem.

### Batman Beyond
W serii komiksów Batman Beyond 2.0 Terry nie używa już Batjaskini po kłótni z Bruce’em. Obecnie wykorzystuje mieszkanie Dicka Graysona jako bazę operacyjną. Kiedy Terry zostaje poważnie ranny w walce z Rewire, budzi się w Batjaskini, gdzie Bruce leczył jego rany i zostawił informacje dotyczące samego Rewire. Terry znalazł się w Batjaskini za sprawą podprogramu wbudowanego w kombinezon, który w przypadku poważnego urazu użytkownika lub utraty przytomności automatycznie wraca do Batjaskini.
Po przybyciu do wszechświata kontrolowanego przez Ligę Lordów Terry napotyka wersję samego siebie, znaną jako „T”, która jest członkiem Jokerzów. Obaj McGinnis przybywają do Rezydencji Wayne’ów i odkrywają, że została ona zniszczona przez Ligę Lordów. Następnie zostają zaatakowani przez gang Jokerzów, a T daje Terry’emu wystarczająco dużo czasu, aby dotrzeć do poważnie uszkodzonej Batjaskini. Po zbadaniu jaskini znajduje szereg zniszczonych gablot, które zawierają nieznany kostium Batgirl, kostium Batmana Ligi Lordów oraz kostium Red Robina. Następnie odkrywa opancerzoną i potężniejszą wersję swojego własnego Batkombinezonu, który jest zasilany syntetycznym Kryptonitem. Po pokonaniu gangu Jokerzów konfrontuje się z Supermanem Ligi Lordów.
Po pokonaniu Supermana Ligi Lordów, T i Dick Grayson (z uniwersum Ligi Lordów) rozpoczynają naprawę Batjaskini i kombinezonu znalezionego przez Terry’ego z zamiarem przejęcia przez T roli nowego Batmana, a Dick zostaje jego mentorem. Następnie pomagają Terry’emu w powrocie do jego własnego wszechświata.

## W innych mediach

### Film

#### Seriale
Batjaskinia po raz pierwszy stała się częścią mitów o Batmanie w 15-odcinkowym serialu Batman z 1943 roku z Lewisem Wilsonem w roli głównej. W tej wersji, podobnie jak później w komiksach, była to niewielka jaskinia z biurkiem i kamiennymi ścianami oświetlonymi świecami. Za biurkiem znajdował się duży czarny symbol nietoperza. Jaskinia była połączona z laboratorium kryminalistycznym. Nietoperze przedstawiono latające po jaskini, chociaż widoczne były tylko ich cienie. Batman używał nietoperzy jako taktyki zastraszania, aby zatrzymany wróg ujawnił informacje. Aby zapobiec ucieczce wroga, wyjście blokowały żelazne drzwi.
Batjaskinię także zaprezentowano i rozszerzono w serialu Batman i Robin z 1949 roku z Robertem Lowery w roli głównej. W serialu tym jaskinia została wyposażona w szafki na dokumenty, jak również wbudowane laboratorium kryminalistyczne. W jaskini mieści się także pierwsza wersja bat-telefonu.
W obu serialach do jaskini można dostać się przechodząc przez zegar stojący.

#### Batman(serial telewizyjny)
Serial telewizyjny o Batmanie z lat 60. XX wieku szeroko przedstawiał Batjaskinię i ukazywał ją jako dużą, lecz dobrze oświetloną jaskinię zawierającą generator energii atomowej, laboratorium chemiczne, komputery z kartami perforowanymi i inne elektroniczne urządzenia do walki z przestępczością, prawie zawsze wyraźnie oznaczone pełnioną przez nie funkcją. W tym wcieleniu jaskinia pełniła przede wszystkim funkcję laboratorium kryminalistycznego i garażu dla Batmobilu. Prawdopodobnie najbardziej znanym aspektem tej Batjaskini jest to, że można się do niej dostać z Rezydencji Wayne’ów przez dwa Bat-Słupy (jeden oznaczony BRUCE, a drugi oznaczony DICK), ukryte za regałem, który można otworzyć, przekręcając przełącznik schowany w popiersiu Szekspira. Kiedy Bruce i Dick ześlizgują się po słupach, natychmiast zostają ubrani w swoje kostiumy, zanim docierają do lądowisk na dole. Nie wiadomo, w jaki sposób tak szybko zakładają swoje kostiumy. Bat-Słupy mogą być również używane do podnoszenia Bruce’a i Dicka z Batjaskini do rezydencji za pomocą lądowisk napędzanych strumieniem pary. Dostęp do Batjaskini możliwy jest także za pośrednictwem windy usługowej, z której korzysta Alfred.
Właściwa jaskinia, z której wyłania się Batmobil (i czasami do niej wjeżdża) w serialu, znajduje się w stworzonym przez człowieka miejscu, znanym jako „Bronson Caves”, w Parku Griffith, poniżej Napisu Hollywood.

#### Filmy Tima Burtona/Joela Schumachera

##### Batman(1989)
Jaskinia pojawia się w filmie fabularnym Tima Burtona pod tytułem Batman z 1989 roku.  W filmie pokazano znajdujący się w jaskini Batmobil, zaparkowany na platformie podobnej do obrotnicy, położonej na skraju dużej przepaści wypełnionej rurami. Batmobilem wjeżdża się do jaskini ze skalnego klifu/drzwi. Ogromny włącznik zapala światła w jaskini. Po jaskini latają też nietoperze. W kryjówce znajduje się również Batkomputer, stojący na metalowej platformie. Jest też stanowisko pracy przypominające biuro, kilka bliżej nieokreślonych maszyn i duży krypta na kostium Batmana.

##### Powrót Batmana(1992)
Jaskinia jest ponownie zaprezentowana w Powrocie Batmana, a Bruce uzyskuje do niej dostęp przez przejście przypominające rurę/windę, z Rezydencji Wayne’ów, do którego wejście jest ukryte w żelaznej dziewicy, które aktywuje się przez naciśnięcie małego przełącznika ukrytego w niewielkiej replice rezydencji na dnie akwarium. Alfred potwierdza również, że do jaskini prowadzą schody. Jaskinia jest ogromna i dobrze oświetlona oraz zawiera laboratorium kryminalistyczne, komputer, bliżej nieokreślone maszyny, szafę na kostiumy, Batmobil i narzędzia do naprawy.

##### Batman Forever(1995)
W filmie tym do Batjaskini wchodzi się przez obrotową półkę, która prowadzi do schodów w srebrnej szafie w Rezydencji Wayne’ów, w jedynym pokoju w rezydencji, który jest zamknięty. Do jaskini można również dotrzeć tajnym systemem tuneli z biura Bruce’a Wayne’a w Wayne Enterprises, przez który jedzie się w kapsule. Kapsuła posiada urządzenie komunikacyjne, za pomocą którego Bruce komunikuje się z Alfredem. W jaskini znajduje się główny komputer, a także laboratorium kryminalistyczne (większość maszyn nie jest określona) oraz kanał, który zapewnia Batłodzi dostęp do morza. W jaskini znajduje się także długi tunel, z którego startuje Batwing, po czym wyłania się z klifów pod Rezydencją Wayne’ów. W jaskini mieści się obrotnica samochodowa, która unosi się z podłogi i utrzymuje Batmobil. Jaskinia zawiera również dużą konstrukcję przypominającą kopułę, w której przechowywane są stroje Batmana i gadżety Bruce’a.
Podczas inwazji na Rezydencję Wayne’ów przez Człowieka-Zagadkę i Dwie Twarze, Człowiek-Zagadka niszczy Batkomputer, laboratorium kryminalistyczne, każdy kostium Batmana z wyjątkiem prototypu z nowym systemem sonarowym i Batmobil, chociaż istnieje dolna sekcja zawierająca Batłódź i Batsamolot, które Batman i nowy Robin używają do konfrontacji ze złoczyńcami. W usuniętych scenach Batjaskinia posiada sekretną sekcję, z której Bruce upadł jako dziecko podczas pogrzebu rodziców. Po ataku Człowieka-Zagadki, Bruce i Alfred docierają do miejsca, z którego upadł Bruce i odnajdują pamiętnik jego ojca, po czym Bruce konfrontuje się z największym lękiem: gigantycznym nietoperzem.

##### Batman i Robin(1997)
Ta wersja jaskini zawiera wiele migających świateł, głównie w neonie. Zasadniczo ta Batjaskinia przypomina tę z filmu Batman Forever, jednak jest bardziej krzykliwa w dekoracji. Z podłogi wyłania się kapsuła mieszcząca motocykl Redbird Robina, a do wyjścia z jaskini prowadzi długi tunel wyłożony neonami. Obrotnica z Batmobilem pojawia się ponownie, lecz jest bardziej wyszukana. W jaskini znajduje się strefa używana do przechowywania kostiumu Batmana oraz Robina.

#### Trylogia Mrocznego Rycerza

##### Batman: Początek
W filmie Batman: Początek jaskinia jest wciąż nieumeblowana, a jedyne rzeczy znajdujące się w środku to niewielki warsztat, miejsce do przechowywania kostiumu batmana i jego akcesoriów, strefa medyczna oraz Batmobil. Wjazd i wyjazd dla Batmobilu znajduje się w klifie, za wodospadem. Alfred wyjawia Bruce’owi, że podczas wojny secesyjnej rodzina Wayne’ów wykorzystywała rozległy system jaskiń jako część Podziemnej Kolei: po początkowym zejściu ze studni (do której Bruce wpadł w dzieciństwie), aby dostać się do jaskini, Bruce i Alfred odkryli ukrytą windę mechaniczną z czasów wojny, która nadal działa i prowadzi do ukrytego wejścia do rezydencji, którego następnie używają jako głównego wejścia do jaskini. Do windy można dostać się po naciśnięciu trzech klawiszy fortepianu. Pod koniec filmu, kiedy Bruce rozmawia z Alfredem o odbudowie spalonej głównej części Rezydencji Wayne’ów, Alfred sugeruje, by „ulepszyli fundamenty”, co może oznaczać ulepszenie i wyposażenie jaskini podczas odbudowy dworu.

##### Mroczny rycerz
W Mrocznym Rycerzu nadal trwa odbudowa Rezydencji Wayne’ów i z tego powodu baza operacyjna Batmana została przeniesiona do dużego bunkra pod stocznią. Jeden z punktów dostępu do bazy pokazany w filmie prowadzi przez kontener transportowy, w którym znajduje się sekretna winda hydrauliczna. „Bat-bunkier” zawiera także siatkową klatkę na kostium batmana, wraz z odpowiednią bronią i narzędziami, skrzynką z narzędziami oraz zapasowym wyposażeniem Batmobilu. W przeciwieństwie do Batjaskini, duży prostokątny pokój jest jasno oświetlony przez rzędy lamp fluorescencyjnych. Obszary magazynowe na sprzęt znajdują się zarówno pod ziemią, jak i w ścianach, nadając pomieszczeniu bardzo pusty wygląd, nie licząc dużego zestawu monitorów, do którego można podłączyć dobrze rozwinięty system komputerowy. Ponadto pomieszczenie wyposażone jest w piece, których Alfred używa do spalania dokumentów po tym, jak Bruce decyduje się oddać w ręce policji.

##### Mroczny rycerz powstaje
W ostatniej części trylogii pod tytułem Mroczny rycerz powstaje ponownie pojawia się w pełni sprawna Batjaskinia. Podobnie jak w filmie Batman: Początek, dostęp do niej jest możliwy poprzez naciśnięcie odpowiednich trzech klawiszy fortepianu, co ujawnia nowocześnie zbudowaną windę, która zabiera pasażera prosto do jaskini. Najnowszym dodatkiem do jaskini jest „The Bat”, czyli latający samolot czołgowy zbudowany przez Wydział Nauk Stosowanych Wayne Enterprises oraz Batkomputer, a także liczne lądowiska i zamykana obudowa, w której znajduje się kostium Batmana. Dodane funkcje obejmują to, że mosty używane do uzyskania dostępu do różnych sekcji, a także platformy mogą zostać zanurzone jako forma środków bezpieczeństwa na wypadek, gdyby ktoś uzyskał nieautoryzowany dostęp do jaskini. Jedynym widocznym obiektem podczas zanurzenia jest terminal Batkomputera, do którego można uzyskać dostęp tylko za pomocą odcisków palców Bruce’a lub Alfreda oraz kodu dostępu. Pojawia się również jaskinia z Mrocznego Rycerza, która zawiera broń, zapasy i dodatkowy kostium Batmana. Po tym, jak Bruce Wayne zostaje prawnie uznany za zmarłego, jego testament zostaje zmieniony tak, że John Blake dziedziczy współrzędne GPS, które prowadzą go do Batjaskini.

#### Rozszerzone Uniwersum DC

##### Batman v Superman: Świt sprawiedliwości
W tej wersji Batjaskinia nie znajduje się bezpośrednio pod Rezydencją Wayne’ów, lecz pierwotnie zlokalizowana była w lesie na obrzeżach dworu, gdzie Bruce odkrył jaskinię, kiedy wpadł do niej po ucieczce z pogrzebu swoich rodziców. Po tym, jak Rezydencja Wayne’ów została zniszczona w pożarze, Bruce i Alfred przenieśli się do szklanego domu zbudowanego nad Batjaskinią, który składa się głównie z długiego przejścia prowadzącego do pobliskiego jeziora, które może być używane do Batmobilu lub (prawdopodobnie) Batplane, aby uzyskać dostęp do kryjówki. Winda prowadząca do domu zawiera również komnatę ze starym kostiumem Robina, najwyraźniej jako hołd, podczas gdy na górnym poziomie znajduje się Batkomputer i warsztat, w którym Bruce i Alfred mogą pracować nad różnymi broniami Batmana, w tym syntezatorem używanym do zniekształcania jego głosu i zbroją, której używa do walki z Supermanem.

##### Liga Sprawiedliwości
Po śmierci Supermana Bruce nadal działa poza Batjaskinią, która, jak się okazuje, obejmuje również duży hangar, w którym pracował nad tajnym transportem oddziału, który planował utworzyć po śmierci Supermana. Kiedy pracuje nad transportem, odwiedza go Diana i zauważa, że ochrona jaskini kosztowała go miliony dolarów. Gdy jego drużyna wraz z Dianą, Barry’ym Allenem, Victorem Stone i Arthurem Curry spotykają się po raz pierwszy, aby zmierzyć się z potężnym Steppenwolfem, Bruce zabiera ich do Batjaskini w celu zaplanowania następnego kroku, a podekscytowany Barry Allen biega po całej jaskini w kilka sekund po przybyciu.

#### Lego Batman: Film
Batjaskinia jest przedstawiona w filmie Lego Batman: Film. Ta wersja Batjaskini jest znacznie większa, ponieważ zawiera wiele wersji Batmobilu, pojazdów z motywem Batmana i Batkostiumy.
Batjaskinię kontroluje świadomy otoczenia, podobny do HAL-9000, Batkomputer (mający głos Siri), nazywany „Puter”, który, gdy Batman wchodzi do Batjaskini tajną drogą na Wayne Island, pyta go o hasło, które brzmi „Iron Man jest do bani”.

### Telewizja

#### Wczesne ekranizacje
Batjaskinia po raz pierwszy pojawiła się w animacji w różnych odcinkach The Batman / Superman Hour, Super Friends i Nowe Przygody Batmana. W kreskówkach tych jak zwykle jest obecny Batkomputer. Głos Batkomputerowi podkładał Lou Scheimer w Nowych Przygodach Batmana.

#### Animowane Uniwersum DC

##### Batman: serial animowany
W odcinku serialu animowanego Batman: The Animated Series „Strzeż się Szarego Ducha”, okazuje się, że Batjaskinia jest dokładną repliką bazy używanej przez Szarego Ducha, postać fikcyjną i idola Bruce’a Wayne’a z dzieciństwa. W jaskini znajduje się także wystawa kolekcji towarów Szarego Ducha, które Bruce Wayne zbierał od dzieciństwa. Batjaskinia zostaje przedstawiona w tym serialu jako duża jaskinia. Widać w niej swobodnie latające nietoperze, z dużymi, naturalnie wzniesionymi platformami, na których pomocnik Batmana – Robin – ćwiczy równowagę. Batman często wykorzystuje Batkomputer, imponującą technologię z okresu, w którym powstawał serial (od początku do połowy lat 90.), do badania informacji na temat złoczyńców, od antytoksyny przeciw trucizny Trującego Bluszcza, po artykuły prasowe na temat pochodzenia Killer Croca. Liczne pojazdy Batmana do walki z przestępczością są zaparkowane w przyległej sekcji Batjaskini, z sąsiednim podziemnym garażem, w którym znajduje się gigantyczna kolekcja zabytkowych i luksusowych samochodów Bruce’a Wayne’a.
W odcinku „Prawie złapany”, Dwie Twarze używa gigantycznej monety, próbując zmiażdżyć Batmana lub zabić go od uderzenia, w zależności od tego, na której stronie wyląduje moneta. Batmanowi udało się uwolnić od zagrożenia przecinając liny. Opowiadając historię innym złoczyńcom, Dwie Twarze skomentował, że Batman musiał zachować gigantyczną monetę. Jest ona później widoczna w serialu (i jej spin-offach), w Batjaskini.
W serialu przedstawionych jest kilka wejść do jaskini. We wcześniejszych odcinkach Batman używa windy, do której można dostać się przez tajne drzwi ukryte za biblioteczką. W późniejszych odcinkach do jaskini wchodzi przy użyciu klasycznego zegara stojącego z komiksów. W niektórych odcinkach wejście za zegarem jest otwierane przez ustawienie wskazówek zegara na czas zabicia rodziców Bruce’a (podobnie jak w niektórych opowieściach z komiksów), podczas gdy w Nowych przygodach Batmana, Batmanie Przyszłości i Lidze Sprawiedliwych wahadło zostaje pociągnięte zza tarczy zegara, aby odblokować wejście.

##### Nowe przygody Batmana
W odcinku „Pory roku” serialu Nowe przygody Batmana z 1998 roku, Batman i Batgirl są zmuszeni walczyć z gigantycznym mechanicznym T-Rexem. Komiks nawiązujący do Batmana z Ligi Sprawiedliwych – Batman Adventures # 12 – zawiera krótką opowieść zatytułowaną „The Hidden Display”, która opisuje, jak młody Dick Grayson przekonuje Batmana do zatrzymania robota T-Rexa na wczesnym etapie jego kariery, co ostatecznie prowadzi do stworzenia sali trofeów w jaskini. Każda z tych opowieści może dotyczyć tego, jak animowany Batman zdobył dinozaura. Rozległy obszar treningowy pozwala Barbarze Gordon na walkę z robotami w ramach jej treningu.

##### Batman Przyszłości
Futurystyczna Batjaskinia z serialu animowanego Batman Przyszłości zawiera repliki wrogów Batmana (zarówno jako figury woskowe, jak i obiekty treningowe do walki) oraz gablotę z wieloma wersjami kostiumów Robina, Batgirl, Nightwinga i samego Batmana. Inne przedmioty, które znajdują się w jaskini to Freeze Gun i hełm Mr. Freeze’a, marionetka Scarface’a, pomieszczenie ku czci telewizyjnego bohatera Bruce’a Wayne’a – Szarego Ducha i kostiumy Harley Quinn, Pingwina, Człowieka-Zagadki, Szalonego Kapelusznika, Firefly’a i Kobiety-Kota.
Sama jaskinia w całej serii rzucała odcień fioletu na osobę lub osoby w niej przebywające, co sprawiało, że czarny garnitur Bruce’a wydawał się fioletowy, a symbol nietoperza Terry’ego składał się z odcieni fioletu i czerwieni. W serialu tym Bruce zazwyczaj pozostawał w Batjaskini, aby koordynować wysiłki Terry’ego za pośrednictwem łącza wideo w skafandrze, udzielając mu informacji i/lub oferując porady, chociaż wkraczał do akcji, gdy sytuacja tego wymagała.
W jaskini znajduje się także oryginalny Batmobile i Batkomputer w dwuczęściowym odcinku pilotażowym, jednak w kolejnych odcinkach zostały one usunięte i zastąpione nowym Batmobilem, którego Terry używa w całej serii i filmie fabularnym. Nigdy nie wyjaśniono, w jaki sposób Bruce był w stanie tak szybko przebudować i zmodernizować Batkomputer i wszystkie inne systemy.
Podczas swojego debiutu Inque zdołała zinfiltrować Batjaskinię, przyczepiając się do Batmobilu i „jadąc'' z powrotem do jaskini, ale Bruce był pewien, że nigdy nie będzie w stanie ponownie znaleźć jaskini, ponieważ była ciemna noc, a Terry jeździ zbyt szybko, by Inque mogła odtworzyć trasę. Potentat komunikacyjny Robert Vance zdołał kiedyś zasadniczo zinfiltrować jaskinię, przenosząc swój umysł do kostiumu Batmana, ale szybko odszedł, aby realizować swój własny plan i został usunięty ze skafandra w kolejnej walce. Reporter plotkarski Ian Peek był również w stanie uzyskać dostęp do jaskini za pomocą skradzionej technologii, która pozwoliła mu przenikać przez materię stałą, ale jego odkrycie okazało się nieistotne, gdy nadużywanie tej technologii sprawiło, że stał się na stałe nieuchwytny i wpadł do jądra Ziemi, zanim mógł się podzielić tą informacją z innymi osobami. W filmie Batman: Powrót Jokera, odrodzony Joker – ujawnił się w trakcie filmu jako „klon'' zmarłego złoczyńcy, którego DNA i osobowość zakodowano na mikroczipie z tyłu szyi Tima Drake’a, umożliwiając mu przejęcie kontroli nad jego ciałem – włamuje się do jaskini i prawie zatruwa Bruce’a śmiercionośnym gazem rozweselającym Jokera, jednak jego atak dostarcza wskazówkę, która później pomaga Terry’emu określić prawdziwą naturę odrodzonego klauna, a wszystkie dowody sugerują, że nie podzielił się on swoją wiedzą o tożsamości Batmana, nawet ze swoim nowym gangiem, ze względu na jego pragnienie, aby osobiście dręczyć swych wrogów.

##### Liga Sprawiedliwych
W serialu animowanym Liga Sprawiedliwych członkowie Ligi szukają schronienia w Batjaskini podczas inwazji Tanagarian. Później również konfrontują się z Hawkgirl w jaskini i używają Batkomputera do śledzenia jej ruchów. Kiedy Batjaskinia zostaje oblężona przez Tanagarian, jeden z żołnierzy wroga próbuje użyć broni Mr. Freeze’a na Supermanie; Superman odpiera jednak atak podmuchem wiatru, zamrażając żołnierza. Flash przechyla również gigantyczną monetę na niektórych atakujących Tangarian („Reszka! Wygrałem!”). W humorystycznej scenie wskazuje także na T-Rexa, stwierdzając: „To gigantyczny dinozaur!”, po czym Alfred stwierdza: „A ja myślałem, że to Batman jest detektywem”. Przypuszcza się, że Liga wykorzystywała jaskinię jako kwaterę główną do czasu zbudowania nowej Wieży, jako że po inwazji członkowie Ligi decydują o losie Hawkgirl w Rezydencji Wayne’ów.

#### Batman
W serialu animowanym Batman, który zadebiutował w 2004 roku, przedstawiona Batjaskinia zawiera znacznie bardziej zaawansowaną technologię z dużymi wyświetlaczami komputerowymi i migającymi niebieskimi światłami. Wśród tych wyświetlaczy są sygnały ostrzegawcze „Bat-Wave”, alternatywny sposób wezwania zamaskowanego bojownika, zanim zaczęto używać Bat-Sygnału. W odróżnieniu od wcześniejszych seriali animowanych, tutaj Bruce Wayne jest widziany w jaskini głównie bez swojego kostiumu Batmana lub ze zdjętą maską. Jako odniesienie do starego serialu telewizyjnego Adama Westa, jaskinia posiada „Bat-Słupy” dla Batmana i Robina, co pozwala im szybciej przemieszczać się z poziomu na poziom. W przeciwieństwie do starej serii, przemieszczanie się słupami nie pozwala na natychmiastową zmianę kostiumu. Całkiem dobrze prezentuje się także system wind. W serialu pojawia się podobna sala trofeów, tym razem zawierająca pamiątki widoczne we wcześniejszych epizodach takich jak gigantyczna klepsydra Człowieka-Zagadki i ogromna karta do gry Joker. Serial pokazuje również, że to Alfred Pennyworth założył muzeum w nadziei, że będzie przydatne, gdyby Gotham kiedykolwiek w pełni zaakceptowało Batmana, podobnie jak Museum Flasha.
W jaskini odbył się także klimatyczny finał 3 sezonu, „Zbrodnia ostateczna”, w którym nikczemny robot D.A.V.E. próbuje zabić Alfreda za pomocą szeregu trofeów zdobytych przez Batmana, stawiając Mrocznego Rycerza w sytuacji, w której musi wybrać między ujawnieniem swojej sekretnej tożsamości całemu Gotham City, a pozwoleniem na zabicie Alfreda przez pułapkę. Jednak nawet Batjaskinia nie jest odporna na uszkodzenia. W jednym odcinku szop pracz powoduje zwarcie, a następnie zanik prądu w jaskini. W filmie Batman kontra Drakula, który został wydany bezpośrednio na wideo, powiedziano, że Batjaskinia jest w rzeczywistości częścią sieci katakumb pod Gotham City, których Batman używa, aby zwabić Draculę do jaskini, a następnie zabić go nowym generatorem słonecznym. W odcinku „Joker Ekspres” ujawniono, że Batjaskinia jest też połączona z niektórymi starymi kopalniami pod miastem z czasów gdy Gotham było kwitnącym miastem górniczym pod koniec XIX wieku.
W odcinku 4 sezonu pod tytułem „Artefakty” archeolodzy z przyszłości odkrywają Batjaskinię. Jej tytanowe nośniki są drukowane z kodem binarnym, ponieważ informacje z komputera nie przetrwałyby tak długo. Archeolodzy przypuszczają, że to Thomas Wayne był Batmanem, a Bruce Wayne Robinem. W innej części odcinka, którego akcja toczy się w 2027 roku, Barbara Gordon (jako Wyrocznia) jest pokazana na Batkomputerze w Batjaskini. Archeolodzy natknęli się w jaskini na jej wózek, jednak uważali że to Alfred go używał.
W przeciwieństwie do wielu poprzednich wcieleń Batjaskini, które pokazują tylko jedno wyjście/wejście, Batmobil i inne pojazdy opuszczają jaskinię przez różne ukryte ślepe zaułki i ukryte place budowy rozrzucone po Gotham City. Batman stworzył również sieć Batjaskiń w Gotham w serialu. Batjaskinia Południowo-Centralna zadebiutowała w odcinku „Dziwny świat Strange’a”. W pierwszej części podwójnego odcinka „Spójnia” okazuje się, że Lucius Fox pomógł Batmanowi w budowie Batjaskini i wszystkich innych sekretnych kryjówek Mrocznego Rycerza w całym Gotham. Kolejna jaskinia z sieci Batjaskiń zadebiutowała w pierwszej części podwójnego odcinka „Historia Batmana i Supermana”, mieszcząc się pod Wayne Industries, która służyła jako jego nowe laboratorium technologiczne. W odcinku „Koniec Batmana” drużyna złoczyńców działająca przeciw Batmanowi i Robinowi, znana jako The Wrath i jej pomocnik, Scorn, włamują się do Batjaskini i próbują zabić Batmana i Robina, powodując znaczne zniszczenie. Do czasu dwuodcinkowego finału z udziałem wszystkich członków Ligi Sprawiedliwości jaskinia zostaje w pełni naprawiona.

#### Batman: Odważni i bezwzględni
W serialu Batman: Odważni i bezwzględni, Batjaskinia pojawia się po raz pierwszy w odcinku „Batman w przebraniu”, kiedy Owlman atakuje Batmana w jej wnętrzu. W następnym odcinku zatytułowanym „Ostateczny koniec Owlmana” Batman przenosi Jokera, który jest w tym czasie jego partnerem, do jaskini (Joker przypadkowo spryskał się gazem nokautującym przed i po tym, jak znaleźli się w Batjaskini, więc nie mógł znać położenia jaskini). Szereg wyświetlanych trofeów obejmuje gigantyczne małże i ogromne krzesło elektryczne z motywem automatu do gier, śmiertelne pułapki używane wcześniej przez Jokera, w nawiązaniu do serialu telewizyjnego z lat 60. Wejście do tej Batjaskini jest krótko pokazane w odcinku zatytułowanym „Kolor zemsty”. Wydaje się być bardzo podobne do Batjaskini z serialu telewizyjnego Batman. W pierwszej części odcinka „Starro w natarciu!”, Faceless Hunter atakuje Batmana w Batjaskini. W odcinku „Darkseid Nadchodzi” rezerwowa Batjaskinia (bardzo podobna do „Bat-Bunkra” w Mrocznym rycerzu) znajduje się wewnątrz Mauzoleum Abrahama Lincolna.
W odcinku „Pogróżki Jaskiniowca” Złoty Wzmacniacz (ang. Booster Gold) wspomina, że Batjaskinia zostanie przekształcona w historyczną atrakcję z własną wbudowaną kolejką górską w 25 wieku.
W odcinku „Ostatni nietoperz na Ziemi” Batman udaje się do Batjaskini, aby użyć technologii z jego epoki, w celu pokonania Goryla Grodda i jego armii inteligentnych małp w czasach Kamandiego. Grupa humanoidalnych „ludzi-nietoperzy” osiedla się w jaskini po Wielkiej Katastrofie i zostaje wypędzona przez Batmana i Kamandiego.

#### Młodzi Tytani
Batjaskina pojawia się w odcinku pod tytułem „Nawiedzony”, kiedy Raven wkracza do umysłu Robina.

#### Liga Młodych
W odcinku zatytułowanym „Decyzja” Alfred i Bruce Wayne są przedstawieni w Batjaskini, obserwując zachowanie Robina.

#### Beware the Batman
W tej wersji wejście do Batjaskini jest ukryte za dużym kominkiem w sali trofeów Wayne’a. Batman sprowadza nieprzytomnych gości, takich jak Man-Bat i Manhunter, na przesłuchanie. Ten drugi został odurzony narkotykami i zawiązano mu oczy  zanim go sprowadzono, ze względów bezpieczeństwa. W finale sezonu Deathstroke infiltruje Batjaskinię, bierze Alfreda na zakładnika i podkłada ładunki wybuchowe, celem zniszczenia Batjaskini i wszystkich w niej przebywających. Dochodzi do ostatecznego starcia pomiędzy Batmanem a Deathstroke’iem, podczas gdy Katana, Wyrocznia, Metamorpho i Man-Bat rozdzielają się, by pozbyć się ładunków wybuchowych.

#### Gotham
Jaskinia pojawia się we wnętrzu Rezydencji Wayne’ów w pięciu sezonach serialu telewizyjnego Gotham stworzonym dla stacji FOX. Jaskinia nigdy nie została zbudowana ani pokazana w serialu, nawet w finale, kiedy Bruce Wayne zostaje Batmanem.

#### Batwoman
W serialu Batwoman, Batjaskinia znajduje się w Wayne Towers, z której korzystają kuzynka Bruce'a – Kate i Luke Fox.

### Gry wideo
Batjaskinia stanowi jedną z aren walk w grze wideo z 2008 roku pod tytułem Mortal Kombat vs. DC Universe.

#### Injustice
W grze wideo Injustice: Gods Among Us Batjaskinia to poziom, na którym wojownicy mogą używać różnych broni i pojazdów Batmana, aby zranić przeciwnika; Zielona Strzała stawia czoła nikczemnej Wonder Woman i Black Adamowi w Batjaskini, podczas próby zdobycia broni kryptonitowej, aby pokonać skorumpowanego Supermana z alternatywnej rzeczywistości, a „prawdziwy'' Batman mierzy się z alternatywnym Batmanem w walce w Batjaskini, aby go przekonać do wezwania Supermana z ich świata, w celu pokonania nikczemnego Supermana z alternatywnej rzeczywistości.
Nowa wersja Batjaskini pojawia się jako poziom w drugiej części gry zatytułowanej Injustice 2. Wersja ta była pierwotnie podziemnym metrem Gotham, które zbudował pradziadek Bruce’a. Jest to również miejsce, gdzie Bruce trzyma swoje centrum komunikacji i nadzoru, Brother Eye. Obecnie nie wiadomo, czy Batman odzyskał oryginalną Batjaskinię i Rezydencję Wayne’ów po upadku Supermana i Reżimu.

#### Lego Batman
Batjaskinia występuje również w grze wideo Lego Batman 2: DC Superheroes z 2012 roku, która zawiera trzy „strefy'' parkingowe dla pojazdów lądowych, morskich i powietrznych oraz odpowiednie dla każdego z nich wyjścia z jaskini, jak również Batkomputer, używany do odtwarzania poprzednich poziomów oraz punkty odniesienia do różnych miejsc w Gotham i innych elementów pokazanych w mediach Batmana, takich jak wodospad, Pens Lincolna i animatroniczny T-Rex.

#### Batman: Arkham
W grze wideo Batman: Arkham Asylum z 2009 roku Batman może uzyskać dostęp do tajnej pomocniczej Batjaskini ukrytej w systemie jaskiń pod Wyspą Arkham po tym, jak Joker przejmuje kontrolę nad azylem. Ta Batjaskinia jest niewielka i dość ascetyczna (w porównaniu z podstawową Batjaskinią), zawiera tylko dwie małe platformy, Batkomputer i jeden z samolotów Batwing. Pod koniec gry jaskinia ta zostaje częściowo zniszczona przez Trującego Bluszcza.
Mimo że Batjaskinia nie występuje w głównej fabule, pojawia się jako mapa wyzwań do pobrania w kontynuacji gry wideo pod tytułem Batman: Arkham City z 2011 roku. Podczas głównego wątku Batman może uzyskać dostęp do bazy danych Batkomputera za pomocą swojego kostiumu i przesłać dane do Alfreda, który analizuje je za pomocą Batkomputera w Batjaskini.
Batjaskinia jest dostępna w kampanii głównej w grze wideo Batman: Arkham Origins. Z jaskini gracz może skorzystać za pomocą systemu szybkiej podróży Batwinga, przełączyć się na alternatywne skórki i wchodzić do pomieszczeń na mapie wyzwań, zamiast wybierać z menu głównego, jak miało to miejsce w poprzednich grach Arkham. W jaskini obecny jest także Alfred, który dostarcza Batmanowi ulepszenia gadżetów. Batjaskinia zostaje poważnie uszkodzona przez Bane’a podczas kulminacji gry. Pozostaje uszkodzona podczas rozgrywki DLC Cold, Cold Heart, której akcja toczy się w Sylwestra, tuż po wydarzeniach z głównej gry.
Mimo że Batjaskinia nie jest dostępna w ostatniej z gier z serii Arkham pod tytułem Batman: Arkham Knight, Alfred koordynuje wszystkie działania podczas misji z jaskini. Aktywuje również protokół Knightfall z jaskini, używając hasła autoryzacji głosowej Bruce’a, które brzmi „Martha”. Kiedy Rezydencja Wayne’ów została zniszczona po tym, jak Bruce aktywuje protokół, nie wiadomo, czy Batjaskinia przetrwała eksplozję. W trakcie gry zarówno Batman, jak i Robin wykorzystują swego rodzaju Bat-bunkier znajdujący się pod Panessa Studios, gdzie Robin pracuje nad znalezieniem lekarstwa dla osób, które zostały zakażone krwią Jokera w poprzedniej grze. Bunkier zawiera cele dla każdego zakażonego pacjenta, a także sprzęt medyczny i Batkomputer.